# Пивоваренные предприятия братьев Любецких
В начале XX века пивоваренная промышленность в Беларуси переживала период активного развития. Среди множества предприятий особенно выделялись заводы братьев Любецких, которые внесли вклад в развитие этой отрасли.

### Братья Любецкие
Невах и Нахман (Найман) Любецкие родились в еврейской семье в Минской губернии во второй половине XIX века. Получив начальное образование в хедере, они проявили интерес к предпринимательству и решили заняться пивоварением — перспективной отраслью того времени. Природная смекалка и трудолюбие позволили быстро освоить тонкости пивоваренного дела.

### Пивоварня в Несвиже
Первое предприятие братьев Любецких — пивоваренный завод № 13 — появилось в уездном городе Несвиж Минской губернии. Расположенный на современной улице Комсомольской, завод славился высоким качеством продукции. Пиво поставлялось ко двору князей Радзивиллов, что являлось знаком престижа и признания. К сожалению, здание пивоварни было разрушено во время Великой Отечественной войны.

### Завод в Бобруйске
В начале XX века братья расширили свой бизнес, основав пивоваренный завод № 64 в предместье Кривой Крюк уездного города Бобруйск. Этот завод стал настоящим прорывом в отрасли. Его мощность составляла до 25 тысяч ведер пива в год, что значительно превышало показатели соседних регионов, где производство варьировалось от 60 до 1000 ведер.

### Производство и влияние
К 1913 году на обоих заводах братьев Любецких работало около 20 человек, а годовой объём производства достигал суммы в 20 тысяч рублей — внушительная цифра для того времени. Примечательно, что на заводе в Бобруйске для производства значительного количества пива использовалось всего 4 рабочих. Это свидетельствовало о высокой эффективности производства и применении передовых для того времени технологий.
Предприятия Любецких входили в число 12 крупнейших пивоваренных заводов дореволюционной Беларуси, что подчеркивало их влиятельное положение в отрасли. Они не только обеспечивали рабочие места для местных жителей, но и помогали развитию культуры потребления качественного пива в регионе.

### Семейный бизнес
Пивоваренное дело у Любецких было семейным бизнесом. Архивные материалы свидетельствуют о том, что Хана Любецкая, предположительно родственница братьев, арендовала недвижимость на улице Белоцерковная в Минске, где также располагалась пивоварня. Под её руководством было произведено 8000 ведер пива и 540 ведер меда. Предполагается, что пивоварня функционировала как одно из подразделений предприятий братьев Любецких.

### Наследие
После революции 1917 года предприятия братьев Любецких, как и многие другие частные заводы, были национализированы. Однако их наследие продолжало жить в традициях белорусского пивоварения. Сегодня на месте бывшего завода в Бобруйске установлена памятная доска, напоминающая о вкладе братьев Любецких в развитие промышленности города.
История предприятий братьев-пивоваров Неваха и Нахмана (Наймана) Любецких является ярким примером успешного предпринимательства в дореволюционной Беларуси. Их деятельность не только способствовала экономическому развитию региона, но и оставила заметный след в истории пивоварения страны. Опыт братьев Любецких демонстрирует, как инновации, эффективное управление и качество продукции могут привести к успеху даже в условиях жесткой конкуренции.